# L'Accueil des muses
L'Accueil des muses est une œuvre pour piano d'Albert Roussel composée en 1920.

## Présentation
L'Accueil des muses est la contribution d'Albert Roussel au Tombeau de Claude Debussy, une œuvre collective commandée en 1920 par Henry Prunières, directeur de la Revue musicale, afin de constituer un « hommage international à la mémoire de Debussy [qui] sera un véritable « monument » comme ceux que les poètes de la Renaissance élevaient aux artistes qu’ils avaient aimés ».
La partition est écrite pour piano et publiée en 1920 dans le supplément musical du numéro de La Revue musicale dédié à Claude Debussy, ainsi qu'en édition séparée par Durand la même année.
La création se déroule à Paris, salle des Agriculteurs, le 24 janvier 1921, dans le cadre d'un concert de la Société musicale indépendante, avec Ernst Levy au piano.

## Analyse
L'Accueil des muses est en fa majeur, de mouvement très modéré, à la couleur lugubre et l'harmonie tourmentée, usant de la répétition obstinée de plusieurs rythmes et phrases, instituant un climat oppressant. L’œuvre est qualifiée par Guy Sacre de « morceau étrange et déroutant ». 
Harry Halbreich souligne qu'une « émotion intense pénètre ce lent et douloureux cortège, aux harmonies cruelles et raffinées à la fois ».
Maurice Brillant considère que le morceau, « noble, grave et vêtu de sérénité, fait très bien figure d'hommage au merveilleux poète des sons » qu'était Debussy. 
Dans le catalogue des œuvres du compositeur établi par la musicologue Nicole Labelle, la pièce porte le numéro L 27. 
La durée moyenne d'exécution de L'Accueil des muses est de quatre minutes environ.

## Discographie
- Tombeau de Claude Debussy and related works, Tomer Lev (piano), Naxos 8.573935, décembre 2020[10],[11].
- Albert Roussel Edition, CD 1, Jean Doyen (piano), Erato 0190295489168, 2019[12].
- Roussel : Piano Music Vol. 1, Jean-Pierre Armengaud (piano), Naxos 8.573093, 2013[13].
- Roussel : Promenade sentimentale, Complete Piano Music, Emanuele Torquati (piano), Brilliant Classics 94329, 2012[14].
- « Albert Roussel, intégrale de l'œuvre pour piano », 2 disques 33t, Jean Boguet (piano), Belvédère BEL 1111 et BEL 1112, 1969[15],[16].
- « Albert Roussel, l'intégrale pour piano », Lucette Descaves (piano), 2 disques 33t, Versailles MEDX12011 et MEDX12012, 1959[17],[16].

### Édition
- Tombeau de Claude Debussy, La Revue musicale, 1er décembre 1920 (lire en ligne), p. 6.

### Ouvrages généraux
- Alfred Cortot, La Musique française de piano, Paris, Presses universitaires de France, coll. « Quadrige » (no 25), 1981 (1re éd. 1937), 764 p. (ISBN 2-13-037278-3, OCLC 612162122, BNF 34666356), « L'œuvre pianistique d'Albert Roussel », p. 591–617.
- Michel Duchesneau, L'Avant-garde musicale et ses sociétés à Paris de 1871 à 1939, Paris, Mardaga, 1997, 352 p. (ISBN 2-87009-634-8).
- Harry Halbreich, « Albert Roussel », dans François-René Tranchefort (dir.), Guide de la musique de piano et de clavecin, Paris, Fayard, coll. « Les Indispensables de la musique », 1987, 867 p. (ISBN 978-2-213-01639-9, OCLC 17967083), p. 621-624.
- Guy Sacre, La musique pour piano : dictionnaire des compositeurs et des œuvres, vol. II (J-Z), Paris, Robert Laffont, coll. « Bouquins », 1998, 2998 p. (ISBN 978-2-221-08566-0), p. 2335-2345.

### Monographies
- Nicole Labelle, Catalogue raisonné de l'œuvre d'Albert Roussel, Louvain-la-Neuve, Département d'archéologie et d'histoire de l'art, Collège Érasme, coll. « Publications d'histoire de l'art et d'archéologie de l'Université catholique de Louvain » (no 78), 1992, 159 p..
- Hélène Pierrakos, « Catalogue des œuvres », dans École normale de musique de Paris, Jean Austin (dir.), Albert Roussel, Paris, Actes Sud, 1987, 125 p. (ISBN 2-86943-102-3), p. 46–95.
- Damien Top, Albert Roussel, Paris, Bleu nuit éditeur, coll. « Horizons » (no 53), 2016, 176 p. (ISBN 978-2-35884-062-0).